# Ильзе (приток Лана)
Ильзе (нем. Ilse) — южный и орографически правый приток реки Лан в районе Зиген-Витгенштейн в земле Северный Рейн-Вестфалия (Германия). От собственно истока Ильзе имеет длину 8,7 км, а от Святого истока Ильзе — 8,25 км.

## Название
Водоток впервые упоминается в письменном источнике в 1515 году как Ulss. Название происходит от германского *wul-a-, что означает «стена» с суффиксом s.

## География

### Течение
Река Ильзе берет начало и течет на юге Ротхааргебирге, в природном парке Зауэрланд-Ротхаргебирге (Вестфалия), недалеко от границы Среднего Гессена, из двух источников, оба на границе Виттгенштайна и Зигерланда, недалеко от поселения Хайлигенборн в Бад-Ласфе. Самый верхний источник Ильзе находится на восточно-северо-восточном склоне горы Ягдберг (675,9 м над уровнем моря) на высоте около 636 м, а примерно в 0,5 км ниже по течению Ильзе находится Святой источник Ильзе на северо-западном склоне горы Компасс (694,1 м).
Ильзе течет на северо-восток по узкой долине через регион Виттгенштайн. После слияния с ручьём Лангенбах, текущего из Хайлигенборна, расход воды в Ильзе увеличивается более чем вдвое. Река проходит под горой Видехук (578,6 м), после чего протекает мимо деревни Линденфельд (496,8 м; около Бад-Ласфе). Пройдя горы Интальберг (538,7 м) и Вайдельбахер Хаупт (587,7 м), в Ильзе впадает ручей Вайдельбах. Затем водоток проходит у гор Дёрнберг (606 м), Вайссер-Штайн (527,6 м) и Петерсберг (570 м).
Наконец, Ильзе достигает Фойдингерхютте (часть поселения Фойдинген), относящегося к Бад-Ласфе, где течёт с юга по западной окраине деревни и на высоте около 382 м и впадает в Лан, приток Рейна, протекающей в том месте с запада на восток.

Ильзе от истока до устья
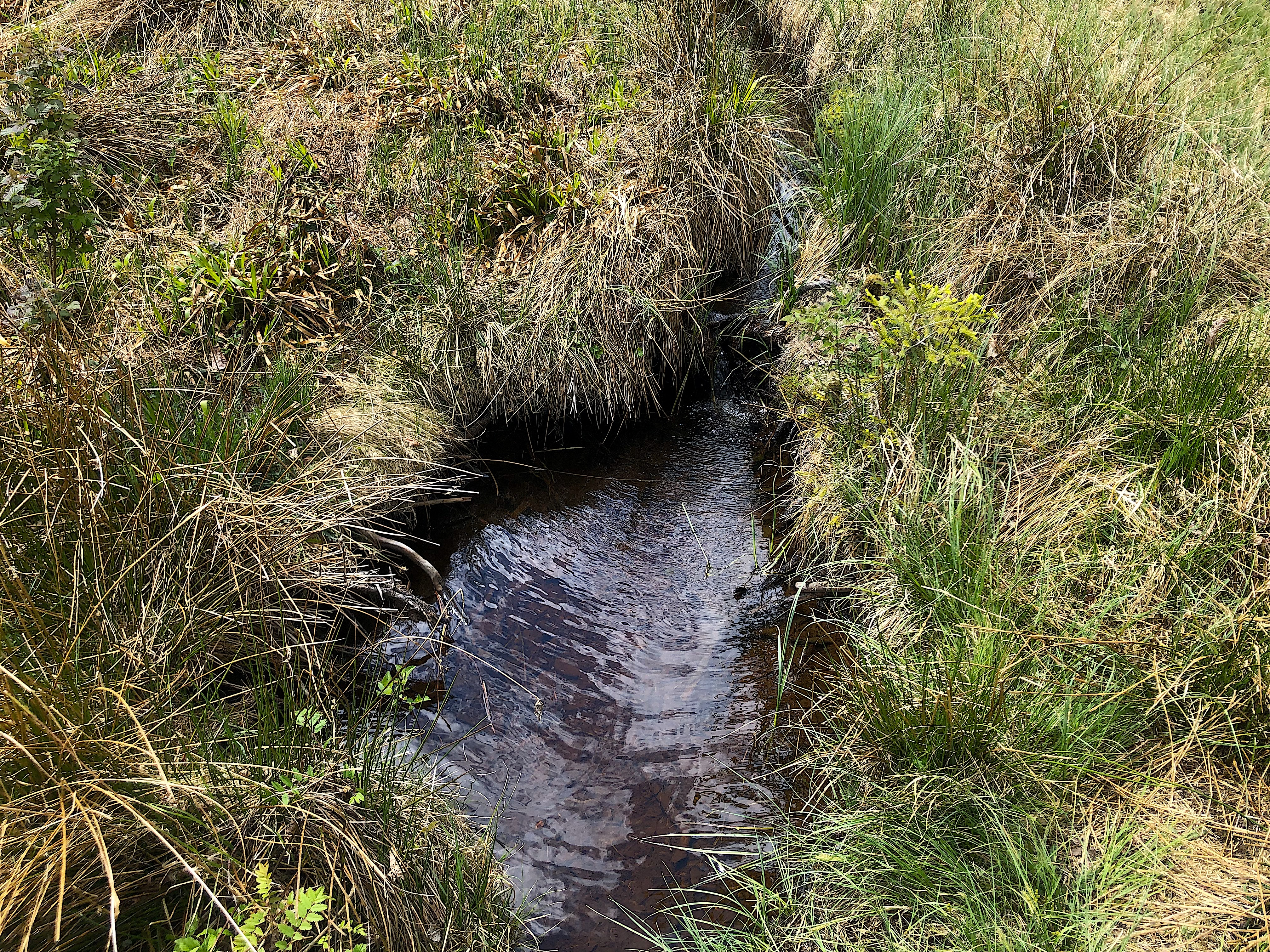
Вблизи истока
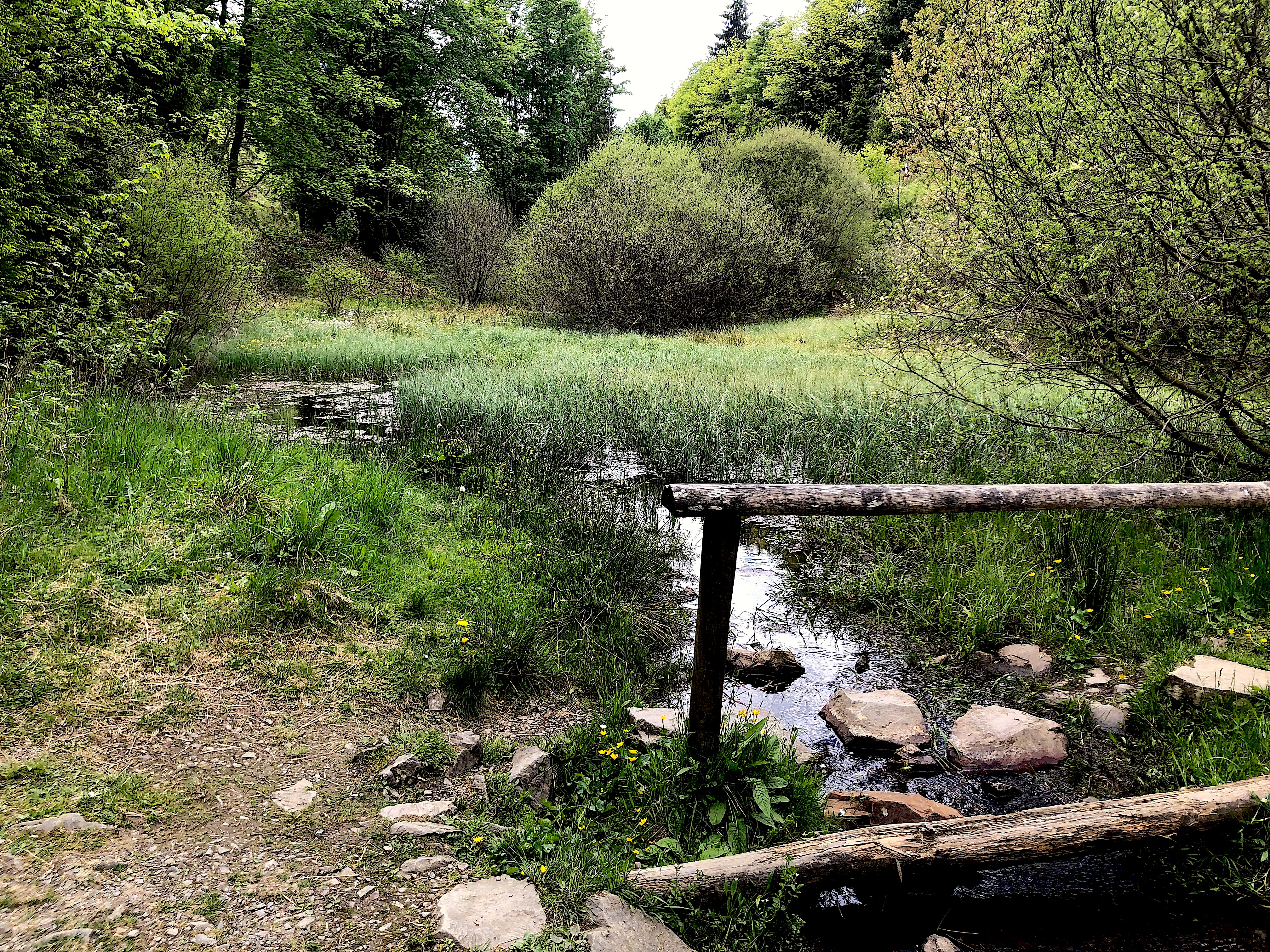
Ниже Святого истока
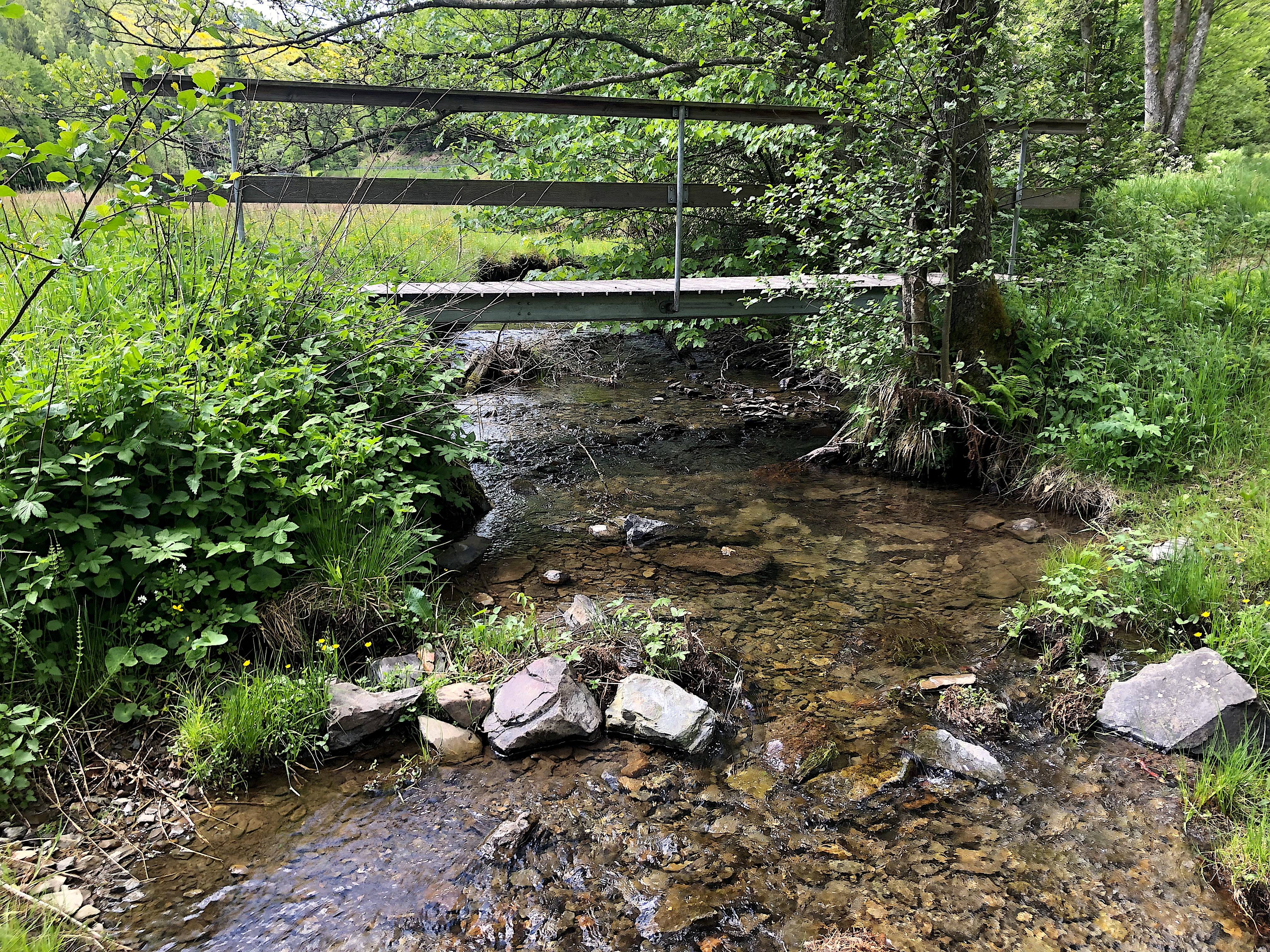
В среднем течении
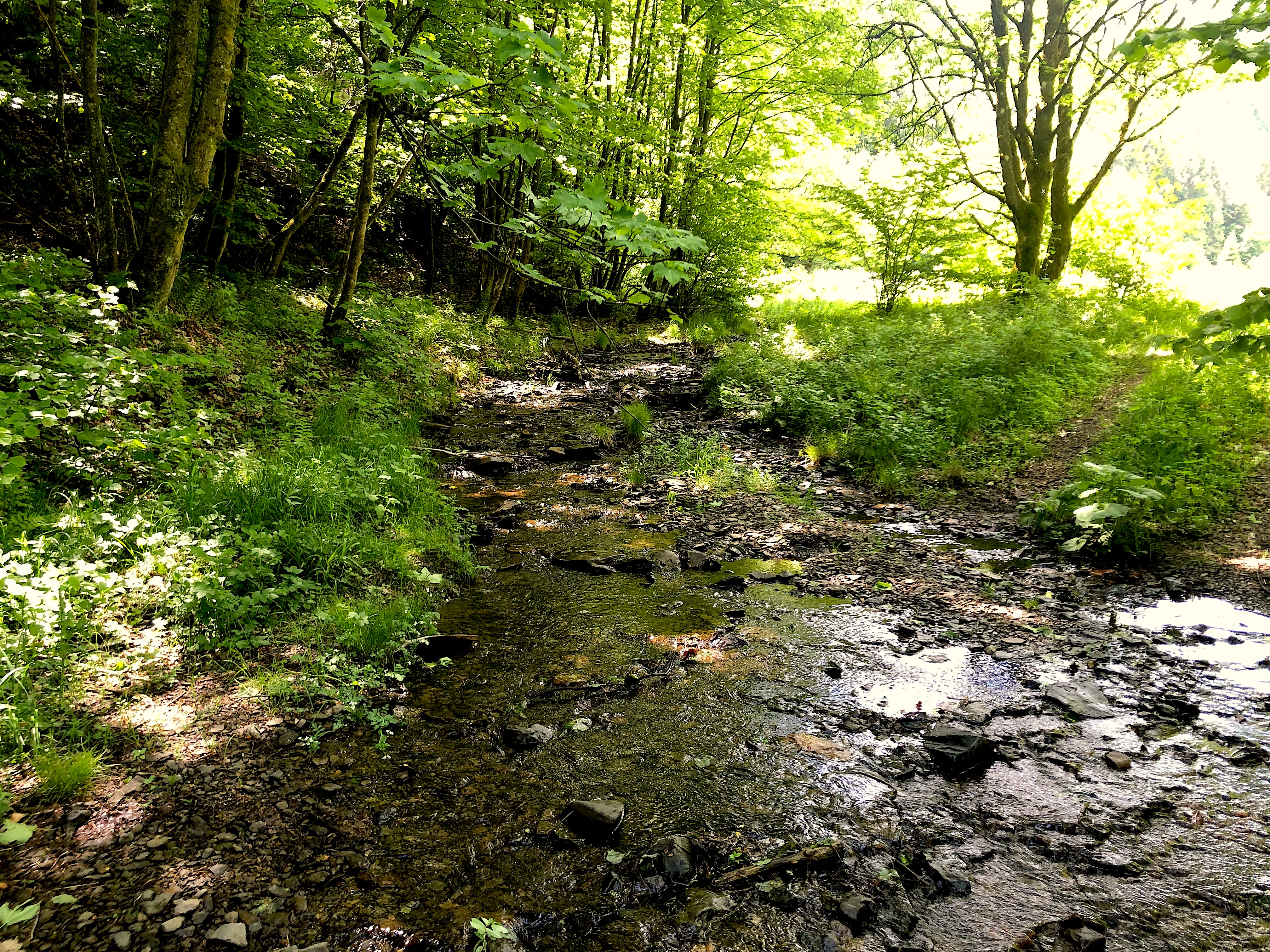
Вблизи впадения Лангенбаха
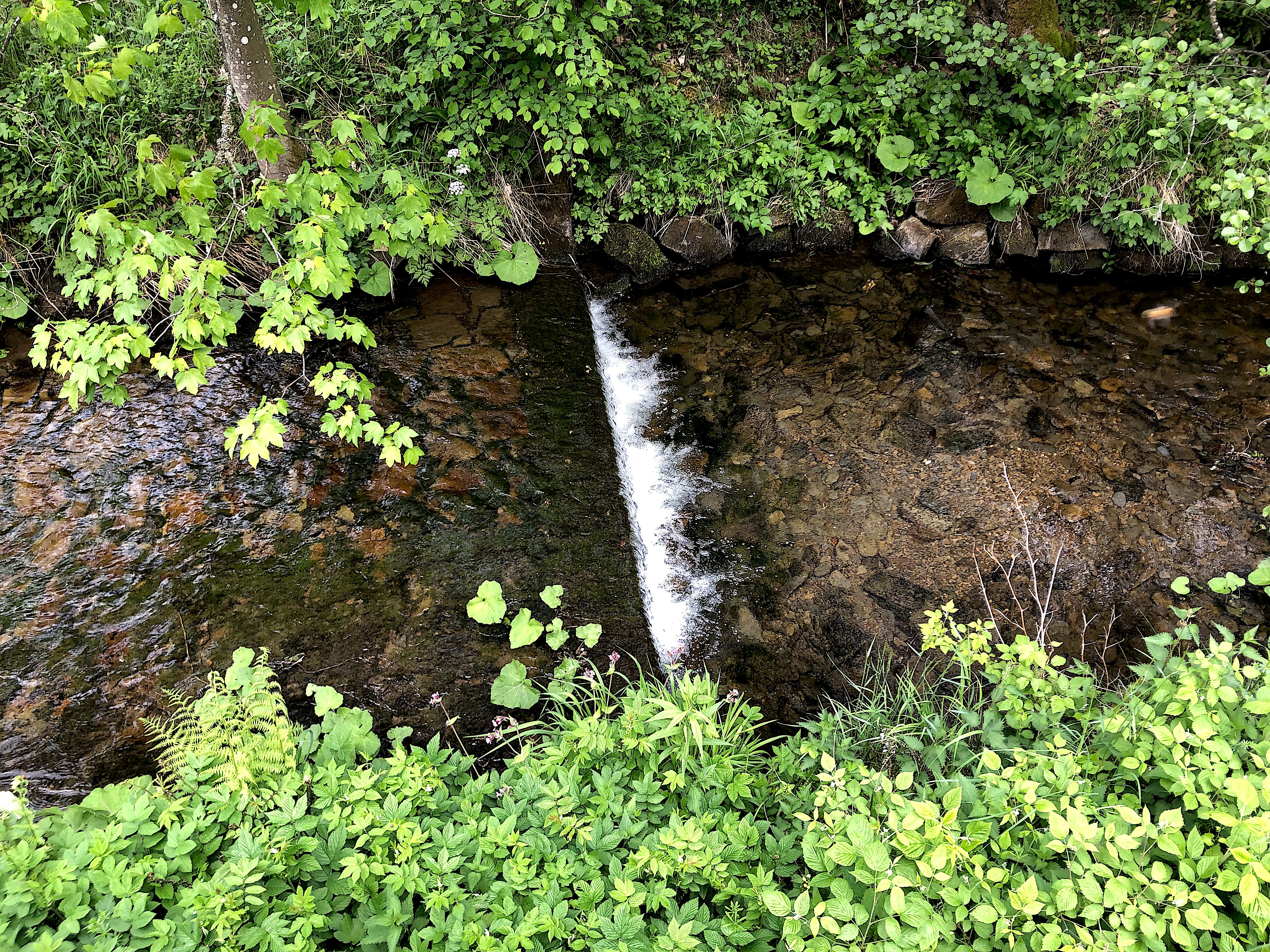
В нижнем течении

### Водосборная площадь и притоки
Площадь водосбора реки Ильзе составляет 11 848 км². По течению в неё впадают следующие притоки:
| Название   | Сторона | Длина в км. | Место впадения               | Расстояние в км. от устья Ильзе | Площадь водосбора |
| ---------- | ------- | ----------- | ---------------------------- | ------------------------------- | ----------------- |
| Лангенбах  | Левая   | 3,1         | У деревни Линденфельд        | 6,05                            | 2,58              |
| Вайдельбах | Левый   | 2,7         | Ниже дома лесника Ильзенбург | 3,45                            | 2,183             |

## Защита ландшафта
Река Ильзе на всём потяжении расположена на территории ландшафтного заповедника Бад-Ласфе (CDDA № 319747), который был создан в 1987 году и имеет площадь 123,11 км².

## Дороги и туризм
От слияния ручья Лангенбах автодорога районного значения K17, идущая от Хайлигенборна, ведёт в долину Ильзе, проходя мимо деревни Линденфельд и дома лесника Ильзенбург, а затем продолжаясь до Банфе. Ниже дома лесника автодорога районного значения K35 ответвляется от дороги K17 и направляется вдоль Ильзе вниз по её течению к Фойдингерхютте.
Маркированные пешеходные тропы «Ротхарштайг» (Rothaarsteig) и дорога сказок для детей «Малый Ротхар» (Little Rothaar) проходят прямо мимо «Святого источника Ильзе» (Heilige Ilsequelle). Через Хайлигенборн и от слияния ручьев Лангенбах европейская длинная пешеходная тропа E1 ведет на несколько километров вниз по течению вдоль Ильзе. Пешая тропа Лан (Lahn) также проходит через части долины Ильзе.

Маркировка туристских маршрутов вдоль Ильзе
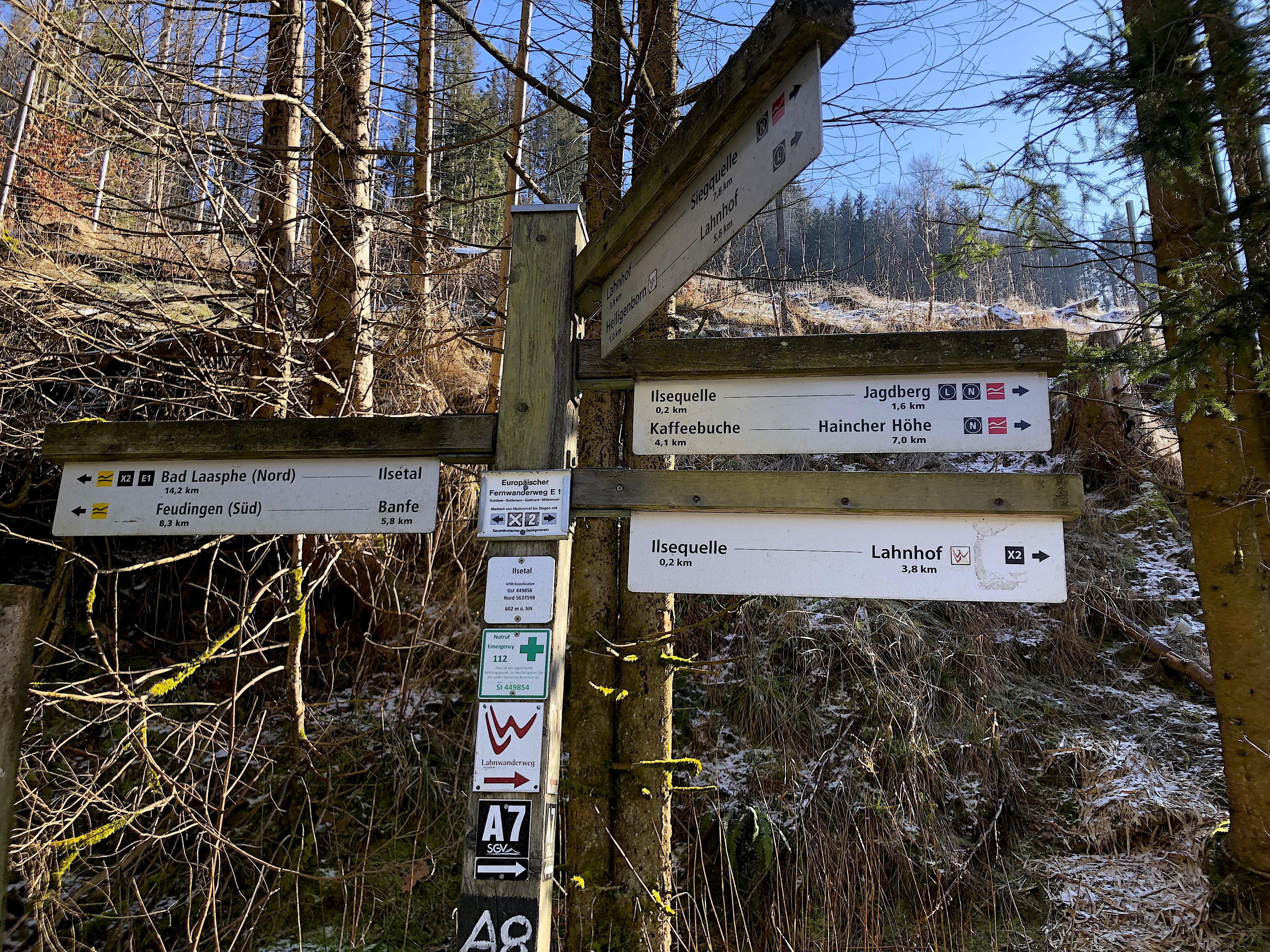
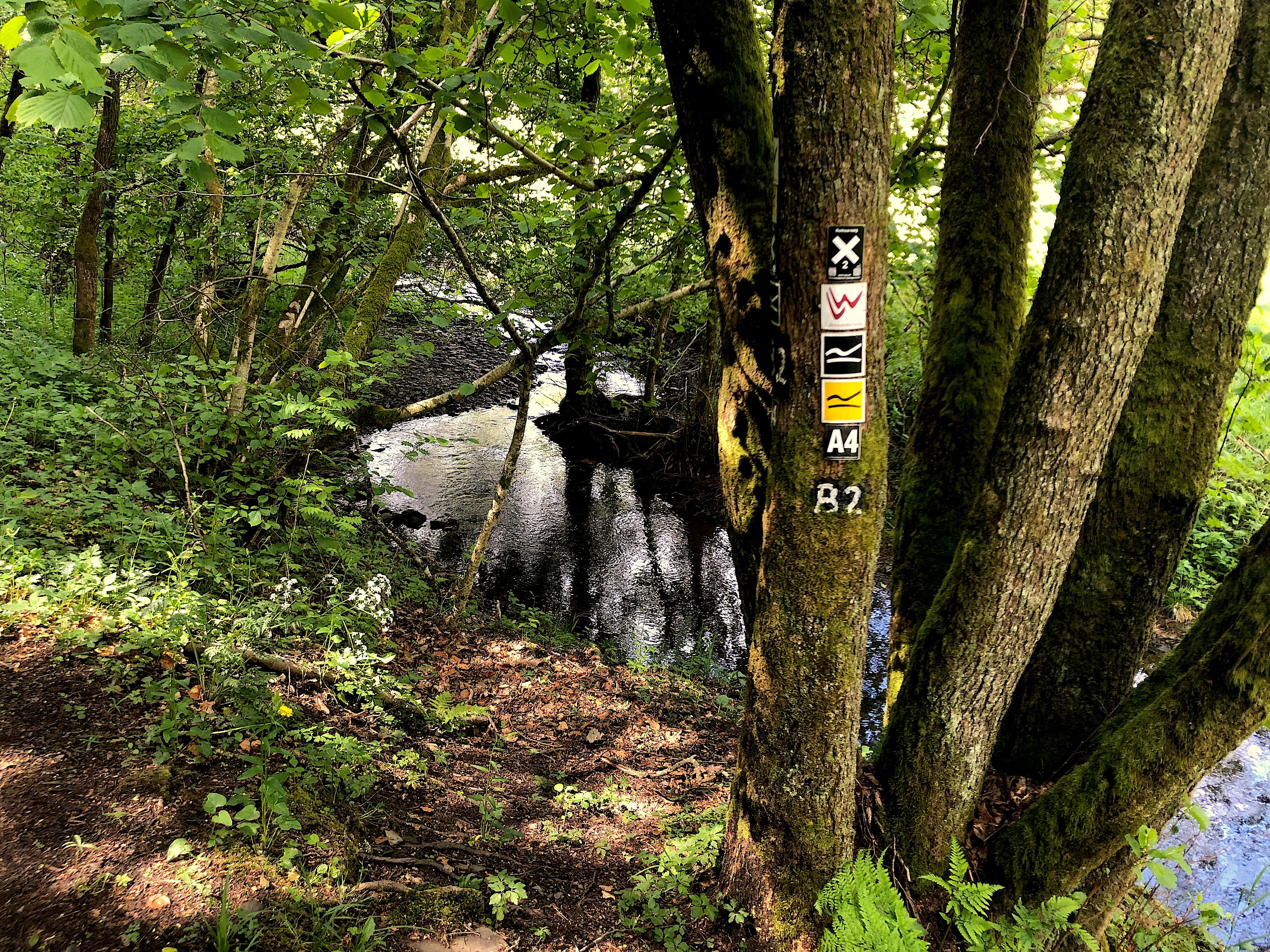
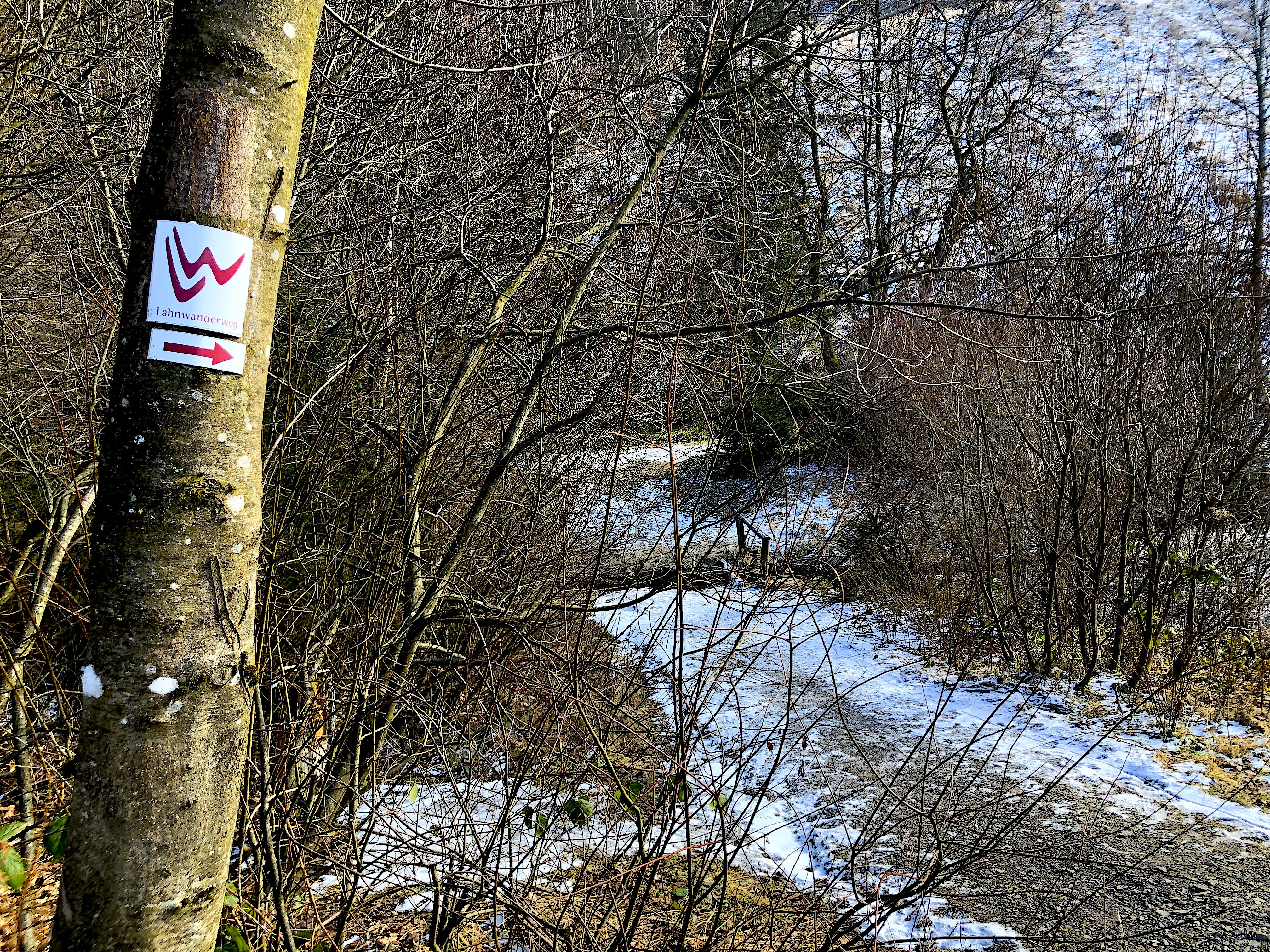
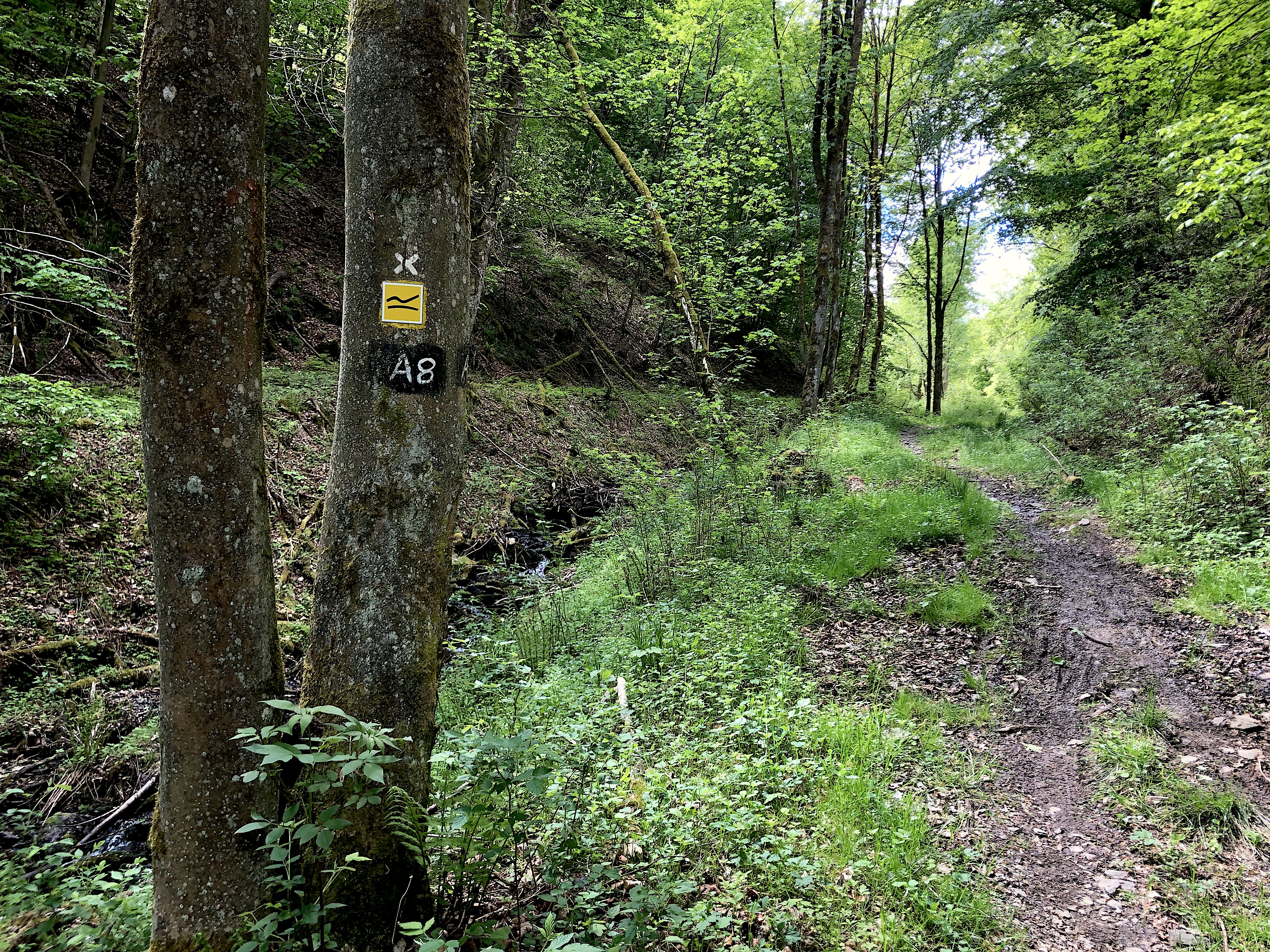